# Maxates macariata
Maxates macariata är en fjärilsart som beskrevs av Walker 1863. Maxates macariata ingår i släktet Maxates och familjen mätare. Inga underarter finns listade i Catalogue of Life.